# Vedrőd
Vedrőd (szlovákul Voderady) község Szlovákiában, a Nagyszombati kerületben, a Nagyszombati járásban.

## Fekvése
Nagyszombattól 10 km-re délre, a Gidra-patak széles lapályán fekszik.

## Története

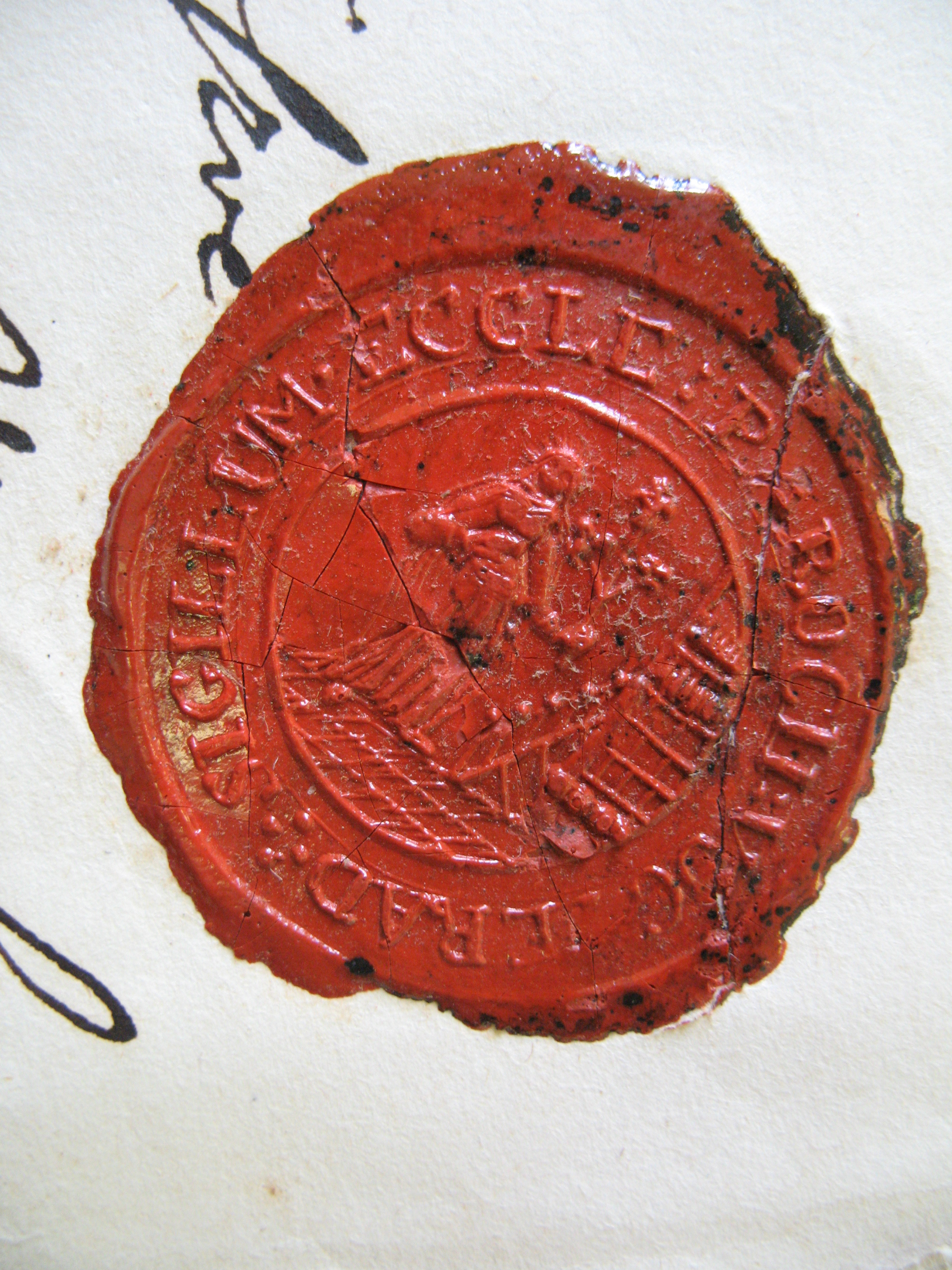
A vedrődi egyház pecsétje 1844-ből

A régészeti leletek tanúsága szerint területén már a kőkorszakban is éltek emberek, 7000 évvel ezelőtt pedig mezőgazdasággal foglalkozó nép élt ezen a vidéken.
1243-ban "Wedered" néven említik először. A szlovák voderady név vízzel dolgozó szolgálónépekre utal. 1553-ban a győri püspökség, a 17. században a Baranyay család, a 18. század első felében a Zichy család birtoka volt. Gróf Zichy Ferenc ekkor építette fel késő barokk kastélyát, melyet 1860-ban neo empire stílusban bővítettek.
A trianoni békeszerződésig Pozsony vármegye Nagyszombati járásához tartozott.

## Leírása monográfiákban
Vályi András szerint " VEDRŐD. Tót falu Posony Várm. földes Ura Gr. Zichy Uraság, a’ kinek kastéllyával, és szép ángoly ízlés szerént készűltt kertyével nagyon díszesíttetik, lakosai katolikusok; határja 3 nyomásbéli, igen szép gabonát terem, réttye, legelője szűk, piatza Pozsonyban"
Fényes Elek szerint " Vedrőd, (Vogyerád), tót falu, Poson vármegyében, a Gidra vizénél, Cziferhez 1 óra: 627 kath., 6 evang. lak. Van itt egy kath. paroch. templom, egy csinos urasági kastély és kert, tehenészet, és juhtenyésztés, nagy majorság. F. u. gr. Zichy Ferencz. Ut. post. Sárfő."
Pozsony vármegye monográfiája így ír a községről és kastélyáról: "Vedrőd, kisközség a mátyusföldi síkságon, körjegyzőségi székhely, 153 házzal és 1150 róm. kath. vallású lakossal. Ősi község, melyet Kálmán király 1113-ban, a zobori apátság alapító-oklevelében, Castrenses de villa Wedrad néven említi s így már akkor a pozsonyi várszolgák lakóhelye volt. 1249-ben IV. Béla egyik oklevelében Wedered néven van említve. 1279-ben Menoldfi Vörös Ábrahám mester elcseréli Aba comes más birtokáért. Az 1553-iki portális összeírásban már a győri püspök, 1647-ben Baranyay Tamás szerepel birtokosául. Innen veszi előnevét a Zichy grófok vedrődi ága. A XVIII. század első felében Zichy Ferencz gróf győri püspök volt az ura, utána id. Zichy Ferencz gróf, a ki a vedrődi ágat alapította. Az uradalom jelenlegi tulajdonosa Zichy József gróf, kinek itt nagyszabású kastélya van, mely a vármegye egyik legszebb és legérdekesebb parkjában áll. Az uradalomhoz terjedelmes mintagazdaság, ménes és országos hírű faiskola és gyümölcskertészet tartozik. A kastély, a hagyomány szerint, hajdan állítólag a templáriusoké volt. Földszinti helyiségeinek boltozatai mindenesetre nagyon régi korra utalnak. Id. Zichy Ferencz gróf építtette föl és alakíttatta át az épületet és vetette meg a 150 holdas nagyszerű park alapját, a mint azt a parkban álló hatalmas obeliszk felirata is bizonyítja. E parkról egy 1797-ben Lipcsében megjelent „Taschenbuch für Gartenfreunde” czímű munka is nagy dicsérettel emlékszik meg. A kastélyban kiváló műérzékkel összeválogatott, nagybecsű műtárgyak vannak, melyeket nagyobbrészt id. Zichy Ferencz gróf a XVIII. század 70-es éveiben Franczia-, Német- és Olaszországban, valamint Hollandiában tett utazásai alkalmával szerzett össze. E gyűjteményt hasonló nevű fia és unokája, valamint dédunokája, Zichy József gróf, a mostani birtokos, tetemesen bővítették. A fölszinten jobbra egy Louis quinze-stilű szobában a Miksa császártól és nejétől ajándékozott, őket magukat ábrázoló, olajfestésű arczképek láthatók. A második szobában számos nagybecsű japán porczellán- és bronz-tárgy, közöttük 45 különféle gyertyatartó és gyönyörű nagy vázák, melyeket mostani tulajdonosuk maga hozott Japánból. A harmadik szobában remekmívű berakott ajtó, egy eredeti Tintoretto, Van der Helet, továbbá értékes szekrények és egy bot, melyet tulajdonosa a sziámi császártól kapott és ennek gyémánt-monogrammjával van ellátva. Az emeleten levő könyvtárban 10–12,000 kötet könyv van elhelyezve, melyeknek nagyobb része franczia történelmi munka, memoirok, utazások, földirati művek, továbbá sok magyar történelmi és földleírási munka. E mellett van a dolgozószoba, számos eredeti régi festménynyel, egy 98 alakkal diszített és szicziliai diófagyökérből faragott szekrénynyel. Látható itt egy, a Szent Márk templomból származó mozaikfej is, továbbá egy dombormű Fischer Pétertől és Deák Ferencz arczképe Barabástól. A hálószobát remek berakott szekrények és régi, híres mesterektől származó képek díszítik. A nagyterem fődísze az a vert ezüstből készült 17 remek relief-kép, melyeket augsburgi ötvösművesek a XVI. és a XVII. században készítettek. Itt van Zichy Ferencz gróf arczképe Blaastól; továbbá remekművű berakott szekrények, hollandi, olasz, német, indus, japán, kinai dobozok, olasz renaissaince-szekrény, ébenfa és elefántcsont berakással, érdekes régi herendi porczellánváza, egy páduai, egy karthausi és egy olasz szekrény ébenfa-, gyöngyház- és teknőscsont-kirakással, számos érdekes, régi festmény, két régi remekmívű, óriási velenczei csillár, régi német szekrények márványlapokkal kirakva, öt váza, melyek Pompadour asszony lakásából származnak egy régi milanói asztal és tükör, a Visconti czímerrel díszített, csontbetétes olasz ébenfaszekrény, egy remek Boul-óra, ékkövekkel kirakott és bronzalakokkal díszített XVI. századbeli szekrény és egy római mozaikasztal; a falakat pedig szebbnél-szebb régi festmények díszítik. A kisebb szalonban inkrusztált, selyemvirágokkal díszített és unikumszámba menő, nyolcz-szárnyú kinai lakk-ellenző van elhelyezve, továbbá XV–XVI. századbeli elefántcsontmunkák és ugyanilyen kehely a ravennai katakombákból a kereszténység első századaiból, mely Lonovics érsek ajándékából került a családhoz. Gyönyörű porczellángyűjtemény, a leghíresebb régi gyárakból, berakott szekrények, kinai kőfigurák, kinai bútorok és a falakon több festmény, régi híres mesterektől. Az u. n. kinai szalon valódi kinai tapettákkal van bevonva és eredeti kinai bútorokkal berendezve. Itt számos kinai zománcz és porczellán látható, az előbbihez hasonló lakk-ellenző, kinai népmondákkal, mely ellenzőt I. Napoleon ajándékozta a Melzi herczegnek, kinek unokájától Zichy Ferencz kapta. Ez a lakk-ellenző 12 szárnyú és a visszája tájképeket ábrázol. A grófkisasszony írószobájában egy meisseni service látható, mely Mária Krisztina ajándéka, továbbá egy indus és egy velenczei szekrény és értékes festmények mellett 17 miniatur, végre érem-, medaillon- és pecsétnyomó-gyűjtemény. A vendégszobák is mind régi, érdekes bútorokkal vannak berendezve. Az egyikben 68 különféle régi rézmetszet van, melyek mind Pozsony városát ábrázolják, továbbá régi gauche-festmények és Zichy Ferencz grófnak és családjának az 1809. évi nemesi felkelés idejéből való 10 képe. Egy másik szobában régi mesterek festményei, remek faragott ágy, 1700-ból való dombormű és különféle márványokkal kirakott szekrény látható. Egy kisebb kabinetben régi magyar fayence-ok vannak elhelyezve. Az u. n. keleti szobában Miksa császár nyerge látható, továbbá régi vadászfegyverek, régi japán fegyverek, cloisonné-tárgyak és több megkapó festmény. Az ebédlőben 680 drb rendkívül érdekes és becses japáni és kinai porczellán van elhelyezve, a tálaló szobában pedig két eredeti urbinói fayence, régi korsók, tálak és vázák, régi rhodusi és mór tányérok. A felső étterem falait családi képek díszítik. Van itt 107 drb. régi japáni és kinai edény és egy pekingi váza, mely a XIV. századból való. A lépcsőház japán bronzokkal és edényekkel van díszítve. A kastély kápolnájában régi fafaragványok vannak, Dürer iskolájából származó képek, famozaikok, az oltáron elefántcsontból készült gyönyörű feszület, mely Fenelon franczia érsek ajándéka; XIV. és XV. századbeli régi festmények, ezenkívül Szent Gellért, Szent István, Szent László és Szent Erzsébet szobrai. A községhez tartoznak Józsi és Klára majorok. A községben van posta és távíró, de vasúti állomása Cziffer vagy Diószeg."

## Népessége
| Év:            | 1994. | 2004.   | 2014.   | 2024.    |
| -------------- | ----- | ------- | ------- | -------- |
| Emberek száma: | 1249  | 1330    | 1446    | 1783     |
| Eltérés:       |       | +6,48 % | +8,72 % | +23,30 % |

| Év:            | 2023. | 2024.   |
| -------------- | ----- | ------- |
| Emberek száma: | 1754  | 1783    |
| Eltérés:       |       | +1,65 % |

1880-ban 925 lakosából 811 szlovák és 47 magyar anyanyelvű volt.
1890-ben 1013 lakosából 912 szlovák és 58 magyar anyanyelvű volt.
1900-ban 1150 lakosából 1035 szlovák és 79 magyar anyanyelvű volt.
1910-ben 1143 lakosából 935 szlovák és 181 magyar anyanyelvű volt.
1921-ben 1188 lakosából 1114 csehszlovák és 59 magyar volt.
1930-ban 1158 lakosából 1136 csehszlovák és 20 magyar volt.
1991-ben 1317 lakosából 1301 szlovák és 1 magyar volt.
2001-ben 1321 lakosából 1283 szlovák és 2 magyar volt.
2011-ben 1381 lakosából 1334 szlovák és 1 magyar volt.
2021-ben 1609 lakosából 1573 (+2) szlovák, 1 (+2) magyar, 1 cigány, (+1) ruszin, 13 (+2) egyéb és 21 ismeretlen nemzetiségű volt.

## Neves személyek
- Itt született 1724-ben Kendrai Gábor Jézus-társasági áldozópap és plébános.
- Itt született 1936-ban Justín Javorek csehszlovák válogatott szlovák labdarúgó, edző.
- Itt hunyt el 1924-ben Zichy József fiumei kormányzó, főispán.

- Itt szolgált Mallyo Antal (1764-1812) plébános.
- Itt szolgált Rissák András (1789-1876) plébános.
- Itt szolgált Andrej Kubina (1844-1900) jezsuita pap.

## Nevezetességei
- A Zichy-kastélyt  a 18. század első felében építették, 1860-ban neo empire stílusban bővítették. Ma iskola működik benne.
- Szent András apostol tiszteletére szentelt római katolikus temploma 1674-ben épült, tornyát 1774-ben építették, amikor barokk stílusban alakították át.
- A Kálvária 1722-ben épült.

## Külső hivatkozások
- Hivatalos oldal
- Községinfó
- Vedrőd Szlovákia térképén
- E-obce.sk Archiválva 2009. május 17-i dátummal a Wayback Machine-ben
- E-obec.sk
- Történelme